# North Slope Borough
North Slope Borough is een borough in de Amerikaanse staat Alaska.
De borough heeft een landoppervlakte van 230.035 km² en telt 7.385 inwoners (volkstelling 2000). De hoofdplaats is Utqiaġvik.
Andere plaatsen zijn:
- Anaktuvuk Pass
- Atqasuk
- Kaktovik
- Nuiqsut
- Point Hope
- Wainwright

Census-designated place
- Point Lay
- Prudhoe Bay

Andere niet-opgenomen plaatsen
- Alpine
- Deadhorse
- Sagwon
- Umiat